# Provinca Monte Plata
Monte Plata (španska izgovarjava: [ˈmonte ˈplata]) je  provinca Dominikanske republike. Njena prestolnica je istoimensko mesto Monte Plata. Nastala je leta 1992 z odcepitvijo od province San Cristóbal.

## Občine in občinski okraji
Provinca je bila 20. junija 2006 razdeljena na naslednje občine in občinske okraje (D.M.-je):
| - Bayaguana - Monte Plata - Boyá (D.M.) - Chirino (D.M.) - Don Juan (D.M.) - Peralvillo (Esperalvillo) | - Sabana Grande de Boyá - Gonzalo (D.M.) - Majagual (D.M.) - Yamasá - Los Botados (D.M.) |

Spodnja tabela prikazuje števila prebivalstev občin in občinskih okrajev iz popisa prebivalstva leta 2012. Mestno prebivalstvo vključuje prebivalce sedežev občin/občinskih okrajev, podeželsko prebivalstvo pa prebivalce okrožij (Secciones) in sosesk (Parajes) zunaj okrožij.
| Občina                | Skupno prebivalstvo | Mestno prebivalstvo | Podeželsko prebivalstvo |
| --------------------- | ------------------- | ------------------- | ----------------------- |
| Bayaguana             | 34,786              | 19,001              | 15,785                  |
| Monte Plata           | 57,553              | 26,898              | 30,655                  |
| Peralvillo            | 20,048              | 7,558               | 12,490                  |
| Sabana Grande de Boyá | 30,085              | 20,430              | 9,655                   |
| Yamasá                | 57,982              | 30,544              | 27,438                  |
| Provinca Monte Plata  | 200,454             | 104,431             | 96,023                  |

Za celoten seznam občin in občinskih okrajev države, glej Seznam občin Dominikanske republike. 